# لوون جاغاریان
لوون آندرانیکی جاغاریان (ارمنی: Լևոն Անդրանիկի Ճաղարյան؛  زادهٔ ۳ مارس ۱۹۴۰ - درگذشته ۱ اوت ۲۰۲۲) جراح، پزشک اهل ارمنستان بود.

## زندگی‌نامه
وی در ۳ مارس ۱۹۴۰ در ایروان به دنیا آمد و از دانشگاه پزشکی دولتی ایروان فارغ‌التحصیل گشت. آندرانیک چاغاریان پدر وی بود. وی همچنین برندهٔ جوایزی همچون مدال مخیتار هراتسی () و پزشک شایسته جمهوری ارمنستان (۲۰۱۱) شده است. وی در ۱ اوت ۲۰۲۲ در سن ۸۲ سالگی در ایروان درگذشت.